# Pleuroscopus pseudodorsalis
Pleuroscopus pseudodorsalis és una espècie de peix pertanyent a la família dels uranoscòpids i l'única del gènere Pleuroscopus.

## Descripció
- Pot arribar a fer 33 cm de llargària màxima.
- 9-10 radis tous a l'aleta dorsal i 10 a l'anal.
- És de color blau pissarra a la part dorsolateral i amb taques rodones negres.[4]

## Hàbitat
És un peix marí, demersal i de clima subtropical que viu entre 40 i 800 m de fondària (normalment, entre 200 i 800).

## Distribució geogràfica
Es troba a l'hemisferi sud: l'illa Amsterdam, Austràlia, el Brasil, Namíbia, Nova Zelanda, l'illa Norfolk i Sud-àfrica.

## Observacions
És inofensiu per als humans.